# Saitis barbipes
Saitis barbipes is een spinnensoort in de taxonomische indeling van de springspinnen (Salticidae). Deze springspin komt in Mediterrane gebieden voor, op huizen en rotsen. De naam komt uit het Latijn en betekent bebaarde poot.
Het dier behoort tot het geslacht Saitis. De wetenschappelijke naam van de soort werd voor het eerst geldig gepubliceerd in 1868 door Eugène Simon.

## Bouw
Vrouwtjes worden 5–6 mm lang, en daarmee groter dan de mannetjes. De vrouwtjes zijn bruin gekleurd, terwijl de mannetjes van voren gezien vele kleuren hebben: groene ogen, zwarte strepen op de witte voorpoten, en een rode kleur boven de ogen. De grotere achterpoten zijn rood bij het lichaam, die overgaan naar zwart, met witte uiteinden. Deze poten worden bij het paren gebruikt, door ze aan het vrouwtje te laten zien, als een soort paardans. 